# Лозана
Лозана (фр. Lausanne, итал. Losanna) је град у Швајцарској, четврти по величини у држави. Лозана је и главни град и највеће насеље истоименог Кантона Во. То је град на брдовитом пределу, смештен на обали Женевског језера, отприлике на пола пута између планина Јура и Алпа, насупрот града Евиан ле Бен са друге стране језера.
Лозана је у историји позната и као град у коме је одржано више међународних скупова у 20. веку, од којих су најзначајнија два мировна споразума: први, Лозански мир из 1912. године и други, Лозански мир из 1923. године.
Посебност града је и податак да је Лозана најмањи град на Свету са метро системом. У Лозани се налази и седиште Међународног олимпијског комитета.

## Природне одлике
Лозана се налази на у западном, "франкофоном“ делу Швајцарске. Од престонице Берна град је удаљен 110 км југозападно, а Женеве 65 км североисточно.
Рељеф: Лозана се развила на северној обали Леманског (или Женевског) језера, на 490 m надморске висине. Изнад града се пружају прве планине Алпа, који се драматично издижу изнад језера, па је град на доста нагнутом терену. Тако је средиште Лозане, иако 1 км удаљено од језера, на 120 m изнад њега, па се из средишта града пружају несвакидашње панораме на језеро и приобаље. Околина града је познато виноградарско подручје.
Клима: Клима области Лозане је умерено континентална.
Воде: Град Лозана се налази на северној обали Леманског (или Женевског) језера, али се град образовао око некадашње реке Флон (данас наткривена), која се низводно од градског средишта уливала у језеро.

## Историја
Прва насеља на месту Лозане везују се за доба праисторије и келтска племена. Почетком нове ере ово подручје су запосели се Римљани и основали насеље Лаузодунон, из ког је изведен данашњи назив града.
Почетком средњег века кроз ову област протутњало је много варварских племена. Положај насеља на брегу изнад језера дао је Лозани повољне одбрамбене одлике, па је некадашње античко насеље постало утврђење. Током следећим векова град је био прво у власти градског епископа, а потом владарске куће Савоја.
1536. године град је освојен од стране Бернског војводства, које се тада прикључило Швајцарској конфедерацији. Ова владавина није упамћена по лепом, пошто су из града однесене многе вредности. Током овог раздобља у граду се населило много протестантских хугенота, прогањаних у Француској.
Током Француске револуције (1789-99.) грађани Лозане су активно учествовали у свим догађањима, па је град са околином 1798. године припојен француској и постао средиште области Во (касније кантона Во). У оквиру ње град остао све до пада Наполеона 1814. године Тада су Лозана и њена околина припојени Швајцарској конфедерацији, што је остало до данас. Међутим, уместо некадашњег положаја под влашћу Берна град и његово "франкофоно“ окружење су задржали засебност - образован је Кантон Во.
После 1815. године Лозана више није видела ратова, па се до данас развила у јако индустријско и културно средиште у држави.

## Становништво
| Година       |
| Становништво |
| ------------ |

У Лозани живи 140.202 становника (податак из децембра 2020.), а у градској зони преко 400.000. По оба показатеља то је пети град у Швајцарској.
У Лозани, 58% или 80.828 становника има Швајцарско држављанство, док 16.908 (12,1%) су пореклом из Лозане и још увек живе ту у децембру 2013. 27.653 (19,8%) су пореклом ван Лозане, али из Кантона Во.
Језик: Швајцарски Французи чине традиционално становништво града и француски језик је званични у граду и кантону. Међутим, градско становништво је током протеклих неколико деценија постало веома шаролико, па се на улицама Лозане чују бројни други језици (највише немачки, италијански и португалски језик).
Вероисповест: Месни Французи су у 16. веку прихватили протестантизам. Међутим, последњих деценија у граду се знатно повећао удео римокатолика и других вероисповести, које су дошле са досељеницима (ислам, православље).

## Привреда
У Лозани је развијена индустрија часовника, метална, чоколаде, текстилна, кожних производа, дуванских прерађевина, графичка. Град је и важан железнички чвор, познат по сајму и развијеном туризму.
Посебност града је и податак да је Лозана најмањи град на Свету са метро системом, који има две линије и махом је надземног вида.

## Знаменитости града
Лозана је и средиште универзитета УНИЛ основаног 1537. године, са библиотеком и музејом. У граду се налазе и Уметнички музеј, Музеј Арт-брут уметности, Олимпијски музеј, техничка висока школа,, катедрала из 13. века, замак из 15. века и други средњовековни споменици.
У Лозани је и Седиште је врховног суда Швајцарске.

## Образовање
- Федерални политехнички универзитет у Лозани

## Партнерски градови
- Осијек
- Акхисар
- Биказ
- Москва
- Бангкок
- Перник

## Галерија
- Средишња улица у граду
- Катедрала пресвете Богородице
- Олимпијски музеј
- Станица Флон Лозанског метроа